# 锡戈涅
锡戈涅（法語：Sigogne，法語發音：[siɡɔɲ]）是法国夏朗德省的一个市镇，属于干邑区。

## 地理
锡戈涅（45°44'13"N, 0°9'30"W）面积22.16 平方千米，位于法国新阿基坦大区夏朗德省，该省份为法国西部内陆省份，北起德塞夫勒省和维埃纳省，东临上维埃纳省，东南至多尔多涅省，南至多爾多涅省，西接滨海夏朗德省。
与锡戈涅接壤的市镇（或旧市镇、城区）包括：沙索尔、库尔比亚克、富西尼亚克、乌莱特、马勒伊、莱梅泰里、雷帕尔萨克、沃鲁亚克。

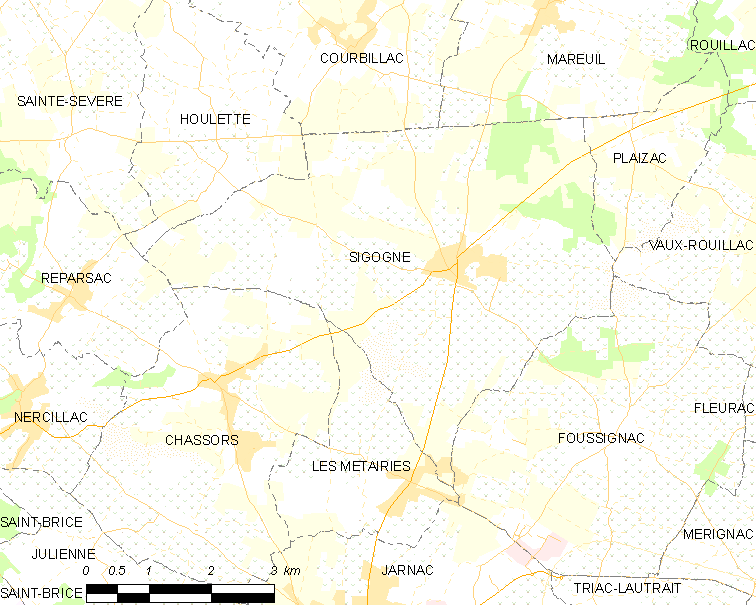
锡戈涅的OSM定位图

锡戈涅的时区为UTC+01:00、UTC+02:00（夏令时）。

## 行政
锡戈涅的邮政编码为16200，INSEE市镇编码为16369。

## 政治
锡戈涅所属的省级选区为雅纳克县。

## 人口

1962-2008年间锡戈涅人口变化图示

锡戈涅于2022年1月1日时的人口数量为965人。